# Cilix algirica
Cilix algirica é uma espécie de insetos lepidópteros, mais especificamente de traças, pertencente à família Drepanidae.
A autoridade científica da espécie é Leraut, tendo sido descrita no ano de 2006.
Trata-se de uma espécie presente no território português.